# Johanneskirche (Groß Schimnitz)

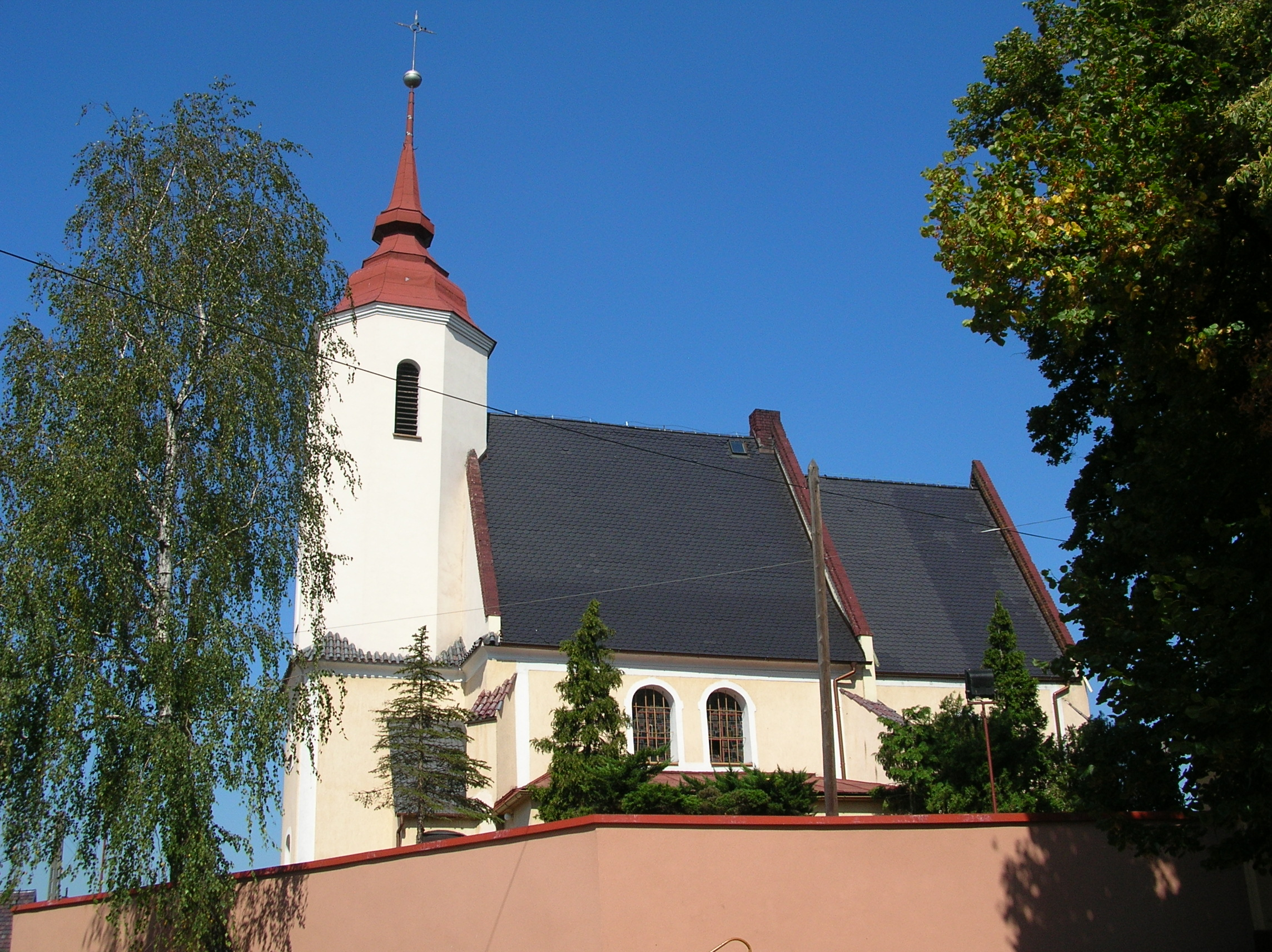
Südseite mit Glockenturm der Johanneskirche

Die Johanneskirche  (polnisch Kościół św. Jana Chrzciciela) ist eine römisch-katholische Kirche in der oberschlesischen Ortschaft Groß Schimnitz (Zimnice Wielkie). Die Kirche ist die Hauptkirche der Pfarrei St. Johannes (Parafia św. Jana Chrzciciela) in Groß Schimnitz. Das Gotteshaus liegt im Ortskern an der ul. Opolska (Oppelner Straße).

## Geschichte

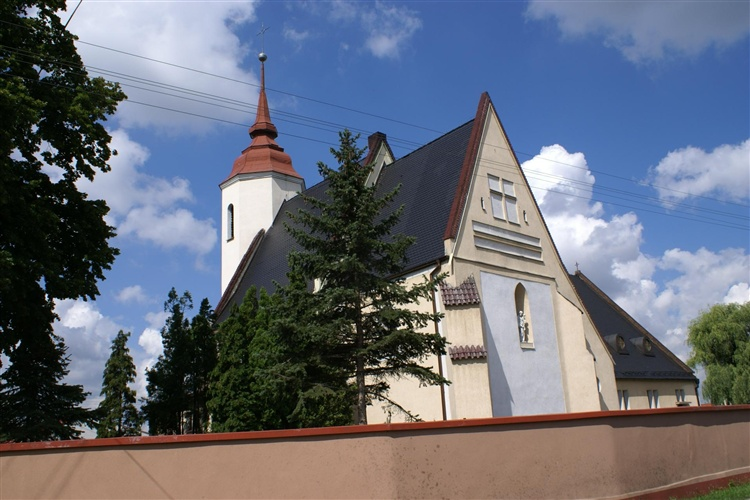
Nordseite mit Erweiterungsbau von 1932–34

Einer Legende nach wurde im 15. Jahrhundert durch die damals in Klein Schimnitz residierenden Grafen von Proskau eine katholische Kirche erbaut. Erstmals erwähnt wurde eine Kirche im Jahr 1376 im Ort. Unter den Bemühungen von Georg von Proskau wurde 1582 die Pfarrei St. Johannes gegründet.
Der heutige steinerne Kirchenbau wurde im 16. Jahrhundert im gotischen Stil errichtet. Im 18. Jahrhundert erfolgte eine Umgestaltung im barocken Stil sowie der Anbau eines Glockenturms. Zwischen 1932 und 1934 wurde der Kirchenbau durch ein Querschiff in Richtung Norden erweitert.
Im Frühjahr 1945 erlitt das Gebäude durch Artilleriebeschuss erhebliche Schäden. Das Presbyterium brannte zusammen mit der Inneneinrichtung, daneben die Kirchen-, Tauf- und Sterbebücher, vollkommen ab. Gegen Ende des Zweiten Weltkriegs wurde das direkt westlich der umkämpften Oder liegende Dorf gegen Ende Januar 1945 von der vorrückenden Roten Armee eingenommen. Zahlreiche Dorfbewohner wurden von der Roten Armee ermordet, darunter auch der örtliche Pfarrer Karl Brommer.
Die Johanneskirche steht seit 1955 unter Denkmalschutz.
1995 wurde an der Kirche eine Gedenktafel für den 1945 ermordeten Pfarrer Karl Bommer angebracht.

## Architektur und Ausstattung
Die ursprünglich in gotischem Stil errichtete Kirche steht auf einem rechteckigen Grundriss und besitzt an der Westfassade einen achteckigen in den Baukörper integrierten Glockenturm mit Laterne. Das Innere entstand im barocken Stil. Im Presbyterium hat sich eine Polychromie aus dem 15. Jahrhundert erhalten, bestehend aus Zierstreifen, Pflanzenzweigen, Vögeln, Rosetten und dem Schlesischen Adler.